# Хайндмарш Стэдиум
Хайндмарш Стэдиум (англ. Hindmarsh Stadium), также известен как Куперс Стэдиум (англ. Coopers Stadium) — австралийский мультифункциональный стадион, расположенный в Аделаиде, Южная Австралия. Является домашним стадионом клуба Эй-лиги «Аделаида Юнайтед».
Вместимость стадиона — 16 000 мест, 15 000 из которых оборудованы сидениями. Средняя посещаемость на домашних матчах «Юнайтед» — около 12 000 человек.

## История
Построен в 1960 году на месте стадиона «Хайндмарш Овал», где проводились матчи австралийского футбола. С 1977 года проводились матчи Национальной футбольной лиги, сначала использовалась как домашняя арена «Аделаида Сити», а позднее ещё «Уэст Аделаида Эллас».
В 1986 году на стадионе был проведён первый матч финала НСЛ между «Аделаида Сити» и «Сидней Олимпик», к сожалению для фанатов «Аделаиды» команда уступила противнику со счётом 1:0, но во втором матче одержали победу и «Аделаида Сити» стали чемпионами. Также матч гранд-финала проводился в сезоне 1995/96 против «Мельбурн Найтс» с Марком Видукой в составе. Также на стадионе периодически проходят матчи сборной Австралии.
На стадионе проводятся соревнования по регби и регбилиг. В 1992 году проводился матч «Олл Блэкс» против сборной Южной Австралии.
В 1996 году арена была частично реконструирована для использования на Олимпийских играх 2000. На стадионе проходили некоторые матчи групп А и В мужских команд. В 2004 году проводились матчи Кубка ОФК.
Рекордная посещаемость — 17 000 человек, зарегистрирована на матче Лиги чемпионов АФК 2008 против клуба «Гамба Осака».
Хайндмарш Стэдиум принимал пять матчей чемпионата мира по футболу среди женщин в 2023 году.